# Shepherd Rams
Los Shepherd Rams (Carniceros de Shepherd) es el equipo que representa a la Universidad Shepherd ubicada en Shepherdstown, West Virginia en la NCAA Division II como miembro de la Pennsylvania State Athletic Conference (PAC) con 12 equipos deportivos. Anteriormente fueron miembros de la Mountain East Conference (MEC) y antes de eso de la ahora difunta West Virginia Intercollegiate Athletic Conference (WVIAC).

## Deportes
| Masculino - Béisbol - Baloncesto - Fútbol americano - Golf - Fútbol - Tenis | Femenino - Baloncesto - Lacrosse - Fútbol - Softbol - Tenis - Voleibol |

### Béisbol
Su entrenador es Matt McCarty desde julio de 2013. Ganó el premio al entrenador del año en la MEC y Atlantic Region en 2014.
El equipo ganó el campeonato de la WVIAC/MEC en 1983, 1984, 2004, 2009, 2012, 2016 y 2017.

### Fútbol Americano
Su entrenador en jefe es Ernie McCook tras el retiro del entonces entrenador por varios años Monte Cater. McCook antes fue entrenador de línea ofenasiva en Shepherd entre 1999-2008 y coordinador ofensivo en 2000. McCook pasó a ser asistente en 2007. En 2009 pasó a ser coordinador/entrenador de toght ends en Liberty Flames antes de regresar a Shepherd al año siguiente.
En 2021 el QB de tercer año Tyson Bagent ganó el Harlon Hill Trophy de la Division II, primer jugador de Shepherd en conseguirlo.

#### Años en la NAIA (antes de 1994)
| Año  | Record | #     |
| ---- | ------ | ----- |
| 1987 | 4-6    | 4.º   |
| 1988 | 6-4    | T-1.º |
| 1989 | 3-7    | 6.º   |
| 1990 | 6-3-1  | 3.º   |
| 1991 | 8-3    | 1.º   |
| 1992 | 9-3    | 1.º   |
| 1993 | 5-5    | 2.º   |

##### Primeras Apariciones en Playoff
En 1983 Shepherd clasificó a playoff por primera vez, perdiendo ante Carson-Newman 42–21 en la primera ronda de la NAIA. Clasificaron de nuevo en 1986 y Carson-Newman los volvió a eliminar esta vez por 30–10 en primera ronda. En 1991 se vuelve a repetir la historia pero esta vez fueron eliminados por Central State 34–22 en primera ronda.
En 1992 los Rams se vengaron de Carson-Newman y les ganaron 6–3 en primera ronda. Pero en la ronda siguiente fueron eliminados por Gardner–Webb 22–7.

#### Años en la NCAA DII (1994–hoy)
| Año  | Record | #     |
| ---- | ------ | ----- |
| 1994 | 6–4    | T-1.º |
| 1995 | 3–7    | 5.º   |
| 1996 | 7–3    | 3.º   |
| 1997 | 9–1    | T-1.º |
| 1998 | 10–1   | 1.º   |
| 1999 | 9–1    | 1.º   |
| 2000 | 7–3    | 3.º   |
| 2001 | 8–2    | T-2.º |
| 2002 | 7–3    | T-2.º |
| 2003 | 4–6    | T-2.º |
| 2004 | 7–3    | 1.º   |
| 2005 | 11–0   | 1.º   |
| 2006 | 10–0   | 1.º   |
| 2007 | 9–1    | 1.º   |
| 2008 | 5–5    | T-6.º |
| 2009 | 6–4    | 4.º   |
| 2010 | 9–1    | 1.º   |
| 2011 | 9–2    | T-2.º |
| 2012 | 8–2    | 1.º   |
| 2013 | 10–0   | 1.º   |
| 2014 | 8–2    | 2.º   |
| 2015 | 10–0   | 1.º   |
| 2016 | 10-0   | 1.º   |
| 2017 | 10-0   | 1.º   |
| 2018 | 7-3    | 3rd   |
| 2019 | 9-2    | T-3.º |
| 2021 | 10-1   | 2.º   |

- - Shepherd no jugó en 2020 por la pandemia de Covid-19.

##### Playoffs
| Año  | Primera Ronda           | Segunda Ronda                  | Cuartos de final           | Semifinales                     | Campeonato                           |
| ---- | ----------------------- | ------------------------------ | -------------------------- | ------------------------------- | ------------------------------------ |
| 1998 | @ IUP, G 9–6            | N/A                            | @ Slippery Rock, P 20–31   | N/A                             | N/A                                  |
| 1999 | @ Millersville, P 14–21 | N/A                            | N/A                        | N/A                             | N/A                                  |
| 2005 | N/A                     | vs. LIU Post, P 21–28          | N/A                        | N/A                             |                                      |
| 2006 | N/A                     | vs. Merrimack, G 31–7          | vs. Bloomsburg, P 21–24    | N/A                             | N/A                                  |
| 2007 | N/A                     | vs. IUP, G 41–34               | @ California, P 38–58      | N/A                             | N/A                                  |
| 2010 | vs. Shaw, G 40–6        | @ Kutztown, G 41–34            | @ Mercyhurst, G 48–14      | @ Delta State, P 17–29          | N/A                                  |
| 2012 | @ IUP, P 17–27          | N/A                            | N/A                        | N/A                             | N/A                                  |
| 2013 | N/A                     | vs. Winston-Salem State, G 7–0 | vs. West Chester, P 7–28   | N/A                             | N/A                                  |
| 2015 | N/A                     | vs. IUP, G 17–13               | vs. Slippery Rock, G 28–16 | vs. Grand Valley State, G 34–32 | vs. Northwest Missouri State, P 7-34 |
| 2016 | vs. Assumption, G 48-31 | @ LIU Post, G 40-21            | @ California, G 41-30      | vs. North Alabama, P 13-23      | N/A                                  |
| 2017 | vs. Findlay, P 17-29    | N/A                            | N/A                        | N/A                             | N/A                                  |
| 2019 | @ IUP, G 31-27          | @ Slippery Rock, P 30-51       | N/A                        | N/A                             | N/A                                  |
| 2021 | vs. Findlay, G 38-31    | vs. Notre Dame (OH), G 38-34   | @ Kutztown G 30-28         | @ Ferris State, P 7-55          | N/A                                  |

Nota: La NCAA expandió las plazas para el playoff de 16 a 24 equipos en 2000 y de 24 a 28 en 2015.

## Jugadores destacados

### Béisbol
Shepherd ha tenido cuatro jugadores elegidos en el draft de la MLB:
- 1B Nathan Minnich, ganó el premio Tino Martinez en 2012, elegido en la octava posición de 2012 por Boston Red Sox.[8] Jugó dos temporada, entre los GCL Red Sox de la Gulf Coast League y los Lowell Spinners de la New York–Penn League.[9] Minnich fue liberado por los Red Sox en marzo de 2014.
- RHP Josh McCauley fue elegido en la posición 21 de 2013 por Chicago Cubs.[10] Nunca firmó con los Cubs.
- OF Jared Carr fue elegido en la posición 13 de 2021 por Philadelphia Phillies.[11]
- OF Brenton Doyle fue elegido en la cuarta ronda de 2019 por Colorado Rockies.
- LHP Charles "Lefty" Willis jugó en 21 equipos entre 1923–1938.[12]

Otros jugadores fueron:
- RHP Frank Funk jugó para 24 equipos entre 1954–1969 y fue mánager de nueve equipos entre 1969–1991[13]
- RHP Cecil Perkins jugó para 12 equipos entre 1962–1968.[14]
- RHP Brian Sands jugó para Elmira Pioneers de la Northeast League una temporada.
- OF Michael Spry jugó para River City Rascals, Chillicothe Paints y Evansville Otters, todos de la Frontier League entre 2003–2007.
- 3B Nash Hutter jugó para los Rockford Aviators de la Frontier League una temporada.
- RHP Charlie Gordon jugó con los Normal CornBelters de la Frontier League y los Sussex Skyhawks de la Canadian American Association of Professional Baseball.
- LHP Paul Hvozdovic, tiene el record de victorias para Shepherd (34), innings lanzados (340), más strikeouts (307), más aperturas (56), más juegos completos (19), jugó para los River City Rascals de la Frontier League.

### Fútbol Americano
Shepherd ha tenido tres jugadores elegidos en la NFL:
- QB John Shearer elegido en la posición 28 de la sexta ronda de 1956 por Baltimore Colts, y T Bob Hogue en el lugar 20 de la ronda 11 de 1960 también con los Colts. No jugaron en la NFL.
- RB Wayne Wilson fue elegido en la posición 21 de la 12.ª ronda de 1979 por Houston Oilers. Jugó para 3 equipos de la NFL entre 1979–1987[16] y es el entrenador de WR en Shepherd.

Otros jugadores fueron:
- FS Brian Baumgardner firmó con los Charleston Swamp Foxes de la ahora difunta AF2 en 2000.
- DB/KR James Rooths jugó para New York Jets, Green Bay Packers, Minnesota Vikings y Tampa Bay Buccaneers. También jugó en la NFL Europe con los Scottish Claymores 2 temporadas. Después, Rooths fue asistente de defensive backs con Frankfurt Galaxy. Fue asistente de Wilde Lake High School en 2010 y fue parte de los Baltimore Ravens en el departamento de condición física en 2013.
- K/P Ricky Schmitt jugó para 6 equipo de la NFL y 2 de la CFL.
- TE Dominique Jones jugó en la United Football League, la Indoor Football League, y en 8 equipos de la NFL. Ahora está sin equipo.
- QB Joel Gordon jugó en la Arena Football League 2 con el Richmond Speed y los Winterthur Warriors de la Nationalliga A de Suiza. Gordon llevó a los Warriors al Swiss Bowl en 2006. Gordon fue entrenador de QB en Shepherd en 2003, 2005–07 y 2011–2015. En 2016 Gordon pasó a ser coordinador ofensivo de Ferrum College.[17]
- DE Ramal Faunteroy jugó en la AFL2 con Manchester Wolves. Faunteroy ahora es entrenador de línea defensiva en Shepherd.[18]
- DL/LB Robert Hayes firmó con el Portland Thunder de la Arena Football League en 2014.[19] Ahora está con el Baltimore Brigade.
- LB Louis Corum jugó en la United Football League con Virginia Destroyers y la Indoor Football League con el ahora desaparecido Richmond Revolution.
- DE Howard Jones firmó con los Pittsburgh Steelers en 2014.[20] Ahora está sin equipo.
- DE Shaneil Jenkins firmó con Denver Broncos en 2016. Ahora juega con los Ottawa RedBlacks de la Canadian Football League.
- WR Billy Brown firmó con Philadelphia Eagles en 2017.[21] Ahora está sin equipo.
- S Tre Sullivan firmó con Philadelphia Eagles en 2017[22] jugó con el equipo dos años.
- QB Jeff Ziemba fue firmado por el equipo de la CAN-AM Indoor Football League Baltimore Lightning en 2017.[23] Jugó tres años en la Indoor Football League con Arizona Rattlers y fue nombrado jugador ofensivo de la semana 5 en 2018.[24] He was also named the IFL's Offensive Rookie Of The Year for 2018.[25]
- LB Elijah Norris firmó con Chicago Bears en 2018.[26] Fue liberado en septiembre de ese mismo año.[27]
- QB Connor Jessop firmó con Washington Football Team en 2018. Fue liberado en septiembre del mismo año.[28] Ahora está sin equipos.
- CB DeJuan Neal fue elegido por los New York Guardians en la revivida XFL en la ronda 5 del draft.
- WR Devin Phelps firmó con Arizona Cardinals en abril de 2020.[29] Fue liberado tres meses después.
- WR Deonte Glover fue seleccionado por los Edmonton Elks en la tercera ronda del draft de 2021 de la CFL.[30]